# Perryton
La ville américaine de Perryton est le siège du comté d'Ochiltree, dans l’État du Texas. Lors du recensement de 2010, elle comptait 8 802 habitants.

## Source
- (en) Cet article est partiellement ou en totalité issu de l’article de Wikipédia en anglais intitulé « Perryton, Texas » (voir la liste des auteurs).